# 朱家驊
朱 家驊（しゅ かか）は中華民国（台湾）の政治家・地質学者・教育者。中国国民党では中央調査統計局で党務を担当するなど、陳果夫・陳立夫兄弟率いるCC系の一員と目される。教育者・地質学者としても知られ、大学校長や中央研究院院長代理などを歴任した。字は騮先。

## 事跡

### ドイツ留学と民初の活動
南潯正蒙学堂、南潯公学を経て、1908年（光緒34年）秋に上海同済徳文医学校に入学した。在学中の1911年（宣統3年）に辛亥革命が勃発すると、上海で革命派の中国敢死団に加わっている。1912年（民国元年）、同済医工専門学校と改組された学校に復学し、電機系で学んだ。
1914年（民国3年）に卒業後、張静江の資金援助を受けてドイツへ留学し、ベルリン工業大学で冶金を学ぶ。しかし第一次世界大戦の影響もあって学業を続けることができず、1917年（民国6年）にいったん帰国して国立北京大学でドイツ語教官となったが、まもなくスイスへ再び留学し、ベルン大学に入学する。1920年、ドイツに戻ってベルリン大学で地質学を学び、1922年に哲学博士号を取得した。
1924年（民国13年）春に帰国し、北京大学に復帰して地質系教授兼ドイツ語教官となった。しかし1926年（民国15年）3月に北京での学生デモが北京政府に武力鎮圧される事件（三・一八惨案）が起きると、朱家驊は学生デモの責任者とみなされ、北京政府に指名手配されてしまう。そのため朱は故郷に逃げ戻り、7月に国立広東大学地質系教授主任となる。10月、広東大学が国立中山大学に改組されることに伴い、朱は中山大学委員会代理委員長に任ぜられた。

### 政界入り
同年11月、国民政府の広東省政府委員に任ぜられると共にマックス・バウアーにドイツの対中投資の促進と軍事顧問としての招聘を打診し、ここから本格的に政治家としての経歴を開始する。1927年（民国16年）5月、浙江省政務委員会委員兼農工庁庁長に転じた。6月、中山大学副校長となる一方で、両広地質調査所を開設し、その所長を兼任する。また広東省党部でも執行委員など要職に任ぜられた。9月には中山大学教務長に転じ、10月には浙江省政府委員兼民政庁庁長、浙江省党部執行委員となる。1929年（民国18年）3月、中国国民党第3期中央執行委員に選出された（以後、第6期まで連続して中央執行委員に選出されている）。
1930年（民国19年）9月、中山大学校長となり、11月、国立中央大学校長に転じる。翌年4月、中英庚款委員会（1943年（民国32年）に中英文教基金董事会に改組）委員長に就任した。9月、全国経済委員会秘書長となる。12月、国民政府教育部部長に起用され、1932年（民国21年）10月には交通部部長に転じた。1935年（民国24年）12月、交通部部長を退任し、中央政治委員会秘書長代理となっている。翌1936年（民国25年）春、国立中央研究院院長蔡元培の招聘に応じ、中央研究院総幹事に任ぜられた。同年12月から1937年（民国26年）11月まで、浙江省政府主席を務めている。

### 戦中・戦後の活動

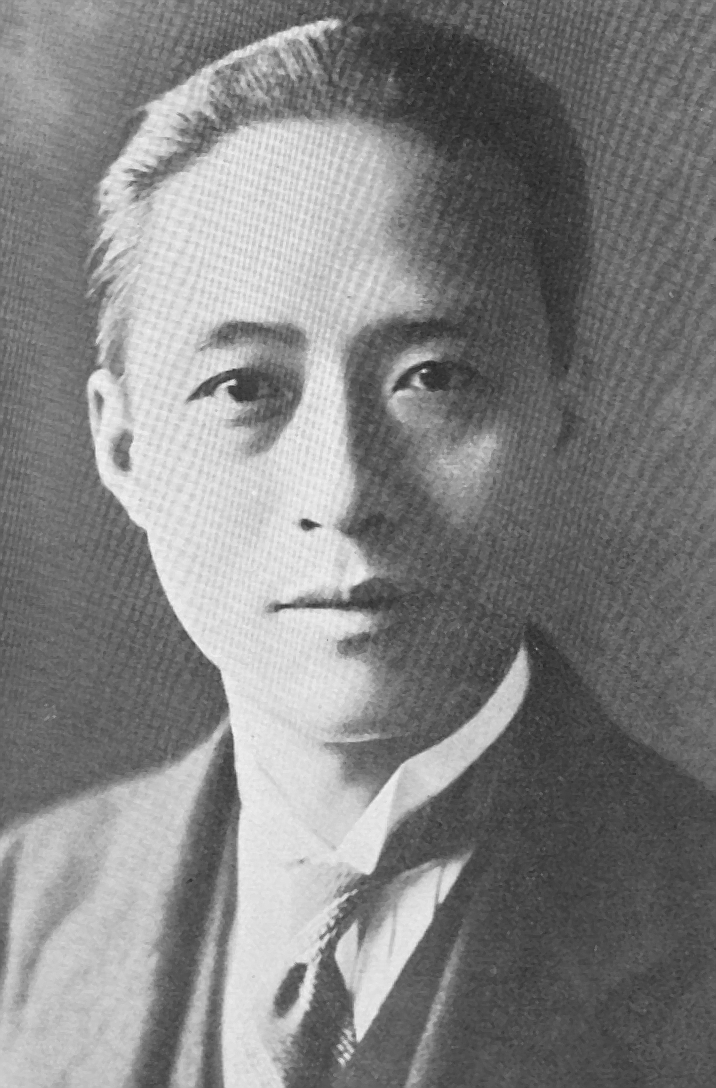
朱家驊別影 1935

日中戦争（抗日戦争）が本格化し始めた1938年（民国27年）3月に、朱家驊は軍事委員会参事室主任に任ぜられている。翌月には国民党中央執行委員会秘書長兼党務委員会主任委員兼中央調査統計局局長となり、党務方面で枢要を担当することになった。また、中央調査統計局局長となったため、陳果夫・陳立夫兄弟のCC派の一員とみなされている。7月には三民主義青年団幹事会常務幹事兼中央団部書記長代理となる。第二次世界大戦でドイツの快進撃を見た朱は中独合作の継続を主張したが、後に日独伊三国軍事同盟が成立したため断念せざるを得なかった。
1940年（民国29年）3月、中央研究院院長蔡元培が死去したため、朱家驊が中央研究院院長代行を務める。同年9月、朱は再び中山大学校長となったが、12月にまたしても中央大学校長に転じた。同月には、考試院副院長に任ぜられている。1944年（民国33年）11月、陳立夫の後任として教育部長に再び任命された。
戦後の1945年9月、朱家驊は国際連合教育文化会議に首席代表として出席した。翌年11月に正式に成立した国際連合教育科学文化機関にも代表団団長として臨んでいる。1947年（民国36年）4月、国防科学委員会副主任委員を兼任した。国共内戦末期の1949年（民国38年）6月には、広州に逃れた国民政府で行政院副院長を務めている。その後、朱は台湾に逃れ、総統府資政、国民党中央評議委員などを歴任した。
1963年（民国52年）1月3日、病没。享年71（満69歳）。